# HD 222582 b
HD 222582 b是一個質量超過木星7倍的太陽系外行星，母恆星是HD 222582。它的公轉週期是572日，軌道半長軸1.35天文單位，是目前已知軌道離心率最高的行星之一。

## 外部連結
- . The Extrasolar Planets Encyclopaedia.   [2012-07-12]. （原始内容存档于2012-06-01）.
- . Exoplanets.   [2012-07-12]. （原始内容存档于2010-03-17）. Simulation
- . planetquest1.jpl.nasa.gov.   [2012-07-12]. （原始内容存档于2006-09-30）.
- . http://exoplanets.org.   [2012-07-12]. （原始内容存档于2008-09-25）. 外部链接存在于|work= (帮助)
- . www.astrocosmos.net.   [2012-07-12]. （原始内容存档于2012-12-09）.